# Chiến dịch trái tim bên phải
"Chiến dịch trái tim bên phải" là bộ phim Việt Nam thuộc thể loại hài hước / tâm lý / tình cảm lãng mạn của đạo diễn Đào Duy Phúc, được Hãng phim truyện Việt Nam sản xuất năm 2005. Phim nói về một nhóm học sinh lớp 10 có tên là "nhóm Bát Quái" rất tinh nghịch nhưng cũng không kém phần thông minh. Cô giáo Hoài An (Hồ Ngọc Hà), một cô giáo trẻ mới về nhận lớp đã nhanh chóng chiếm được tình cảm của các cô cậu học trò, và trở thành thần tượng của bọn trẻ. Bộ phim đưa ra một cách giải thích dí dỏm về nhu cầu thần tượng vốn dĩ là nhu cầu tự nhiên của lớp trẻ. Thần tượng lên ngôi không phải bằng sự lên lớp ra rả, mà bằng chính tính cách độc đáo để đám trẻ "tâm phục khẩu phục". Cả một hội được thành lập gọi là "hội những thành viên hâm mộ cô Hoài An", lúc nào cũng kè kè đi theo hộ tống cô giáo, đặc biệt có cả một chiến dịch được vạch ra nhằm...tìm người yêu cho cô. Và, chính trong sự thần tượng dễ thương và nghịch ngợm đến thế, không khí học tập lại trở nên sống động, tích cực hơn. Phim nhẹ nhàng, vui tươi nhưng không kém phần sâu sắc, thể hiện tâm lý tuổi mới lớn của tuổi học trò.
Bộ phim nhận được những đánh giá được đánh giá là một trong những bộ phim hiếm hoi khai thác tốt đề tài học trò và được nhà phê bình Hoài Nam của báo Tuổi trẻ đưa ra danh sách '5 lý do để xem Chiến dịch trái tim bên phải  Đây cũng là một trong những vai diễn hiếm hoi trong sự nghiệp diễn xuất của ca sĩ Hồ Ngọc Hà. Bộ phim cũng được phát đi phát lại nhiều lần trên sóng truyền hình sau khi phát hành.

## Diễn viên
- Hồ Ngọc Hà vai Cô giáo Hoài An
- Nguyễn Ngọc Thái Duy vai Hoàng
- NSƯT Trần Lực vai Quyền
- Doãn Hoàng Kiên vai Nhà báo Long
- NSƯT Minh Châu vai mẹ Hoài An
- NSƯT Diệu Thuần vai mẹ Hoàng
- Hữu Độ vai bố Hoàng
- Lê Dịu Hương vai Hà lớp trưởng
- Nguyễn My Vân vai Ly điệu

## Nhạc trong phim
- Rap mới lớn - Tốp ca
- Đường đến vinh quang - Nhóm Bức Tường
- Hương ngọc lan - Mỹ Linh
- Phút giao thừa lặng lẽ - Mỹ Linh